# Vlag van Shan

Vlag van Shan

De vlag van Shan werd aangenomen als een van de bepalingen van het Panglong-akkoord dat op 12 februari 1947 werd ondertekend en een van de belangrijkste stappen was op weg naar de onafhankelijkheid van Myanmar.
De vlag heeft een horizontale streep van geel, groen en rood, met een witte cirkel in het midden. Geel staat voor het boeddhisme, dat door de meerderheid van de Shan-bevolking wordt beoefend, groen voor de rijke landbouwgrond in de staat Shan, rood voor de moed van de Shan-bevolking en de witte cirkel voor de maan, die de hoop van de Shan-bevolking op vrede en stabiliteit symboliseert. Andere interpretaties suggereren dat het geel de kleur van het gewaad van een monnik of een rijstveld tijdens de oogst voorstelt.

Vlaggen van zones en divisies met eigen bestuur
Vlag van Danu
Vlag van Kokang
Vlag van Pa Laung
Vlag van Pa-O
Vlag van Wa